# Dräger
A lübecki székhelyű Drägerwerk AG & Co. KGaA anyavállalat és a Dräger leányvállalatok az egészségügy, biztonság- és búvártechnika területén használt eszközöket és komplett rendszereket fejlesztik, gyártják és értékesítik. A Dräger csaknem 11.000 alkalmazottat foglalkoztat, és több mint 190 országban van jelen szerte a világon. A csoport több mint 40 országban tart fenn kereskedelmi és eladási szervezeteket. A Dräger vállalatok fejlesztési és gyártó egységei Németországban, Nagy-Britanniában, Svédországban, Észak-Afrikában, az Egyesült Államokban és Kínában működnek.
A cég részvényeit figyelembe veszik a TEC-DAX index kiszámításakor és egy élenjáró német világmárka.

## Drägerman
Az Egyesült Államokban az elterjedt Dräger légzésvédő készülékek használata miatt még napjainkban is "Drägerman"-nek hívják azokat a dolgozókat, akik a bányászati és tűzoltás során történő mentésben vesznek részt.

## Cégtörténet
A 42 éves üzletember, Johann Heinrich Dräger 1889. január 1-jén üzlettársával megalapította Lübeckben a "Dräger and Gerling" céget, mely hamarosan vezető szerepet töltött be a légzésvédelem területén.
Az újonnan alapított társaság készülékek értékesítésével és fejlesztéssel foglalkozott, így például sűrített szén-dioxidot felhasználó sörcsap-rendszerekkel. Dräger és fia, Bernard elégedetlenek voltak a meglévő technológiával, így fejlesztették ki első szabadalmukat, a Lubeca szelepet, mely lehetővé teszi a szén-dioxid magas nyomású tartályból való kiáramlásának pontos szabályozását.
Dräger a szabadalmukat nem adta el, ennek köszönhetően fejlődött a kereskedőcég ipari vállalattá.

### Jelentős események a cégtörténetben
- 1904: orvosi lélegeztető készülék (Otto Roth találmánya)
- 1907: merülő újralégzőkészülék a tengeralattjárók legénységének
- 1912: vezeték nélküli sisakos légzőkészülék búvárok számára
- 1913 : repülőgépek magassági világrekordjának felállítása (6120 m) a Dräger nagy repülési magasságra készült légzőkészülékének  segítségével
- 1924: az első acetilénes újralélegeztető altatógép
- 1953: Alkohol-szonda megjelenése
- 1969: Helgoland vízalatti laboratórium felépítése
- 2003: Siemens AG-vel való összeolvadás
- 2004: az Air-Shields egyesült államokbeli inkubátorgyártó vállalat megvásárlása

## Divíziók
- Dräger Medical GmbH jelentős szerepet tölt be az orvostechnikai eszközök gyártása terén, mely a csoport a Dräger-konszern legjelentősebb forgalmát bonyolítja le. 2003-ban a Drägerwerk AG (75 Prozent) és a Siemens AG (25 Prozent) összeolvadt, majd 2009-ben a Drägerwerk AG & Co. KGaA visszavásárolta a Siemens AG 25%-os részesedését. A Medical csoport termékeket, szolgáltatásokat és integrált CareArea™-megoldásokat nyújt a betegéletút teljes folyamatában: a sürgősségi ellátástól kezdődően, a műtéti eljárás folyamatain keresztül, egészen a beteg otthoni ápolásáig. Dräger Medical székhelye Lübeckben található és világszerte közel 6000 dolgozót foglalkoztat.
- Dräger Safety AG & Co. KGaA a személyi védőfelszerelések és gázmérés-technológia terén tölt be vezető szerepet. Az egyedi termékkategóriáktól a rendszermegoldásokon keresztül a komplett biztonsági szolgáltatásokig terjed a paletta. A Safety csoport közel 4000 dolgozót foglalkoztat közel 190 országban világszerte 40 saját leányvállalattal. A Dräger Safety termelési egységei Németországban, Nagy-Britanniában, USA-ban, Svédországban, Dél-Amerikában és Kínában találhatók. A termékpaletta tartalmaz légzésvédő készülékeket a tűzoltóság, bányászat és ipar számára, komplett légszűrő és légtisztító berendezéseket, hordozható és telepített gázmérő- és jelzőrendszereket, búvárkészülékeket csakúgy, mint alkohol- és drogmérő készülékeket.

## Ajánlott források
- A cég honlapja (németül)
- A cég honlapja (magyarul)
- Újsághír: Siemens visszavásárlás[halott link] (németül)